# (4504) Jenkinson
(4504) Jenkinson est un astéroïde de la ceinture principale.

## Description
(4504) Jenkinson est un astéroïde de la ceinture principale. Il fut découvert le 21 décembre 1989 à Siding Spring par Robert H. McNaught. Il présente une orbite caractérisée par un demi-grand axe de 2,60 UA, une excentricité de 0,13 et une inclinaison de 14,8° par rapport à l'écliptique.

## Compléments